# Anna Kalczyńska
Anna Kalczyńska-Maciejowska (ur. 23 kwietnia 1976 w Warszawie) – polska dziennikarka telewizyjna.

## Życiorys

### Rodzina i edukacja
Jest córką aktorów, Haliny Rowickiej i Krzysztofa Kalczyńskiego. Ma dwoje rodzeństwa: brata Filipa, który jest dziennikarzem sportowym, i siostrę Marię (ur. 1990).
Jest absolwentką Kolegium Europejskiego (College of Europe) w Warszawie i Wydziału Lingwistyki Stosowanej Uniwersytetu Warszawskiego, poza tym studiowała dziennikarstwo na Uniwersytecie Bostońskim.

### Kariera zawodowa
Odbyła staż w dziale prasy i komunikacji Komisji Europejskiej w Brukseli. Pracowała w redakcji Pegaza w TVP1 i w TVP Polonia. W 2002 roku dołączyła do zespołu TVN24. Była współautorką i wydawcą magazynu Studio Europa, a od lutego 2006 roku również jego prezenterką. Od grudnia 2003 do września 2014 roku prowadziła serwisy informacyjne TVN24. Była też reporterką stacji. W latach 2007–2010 razem z Łukaszem Grassem prowadziła magazyn Polska i świat. Od lutego do grudnia 2014 razem z Jackiem Pałasińskim prowadziła cotygodniowy magazyn Tu Europa.
We wrześniu 2014 została jedną z prowadzących poranny program Dzień dobry TVN, z którego odeszła w czerwcu 2023. Od czerwca 2024 prowadziła autorski program na portalu Goniec.pl. Od listopada 2024 pracuje w Telewizji Polskiej jako prowadząca programy World News Tonight i Face to Face w TVP World.
Od 2022, w ramach współpracy z Liceum Artes Liberales, prowadzi rozmowy z zaproszonymi gośćmi podczas zajęć z cyklu „Współczesność”.

## Życie prywatne
Od 2 czerwca 2007 jest żoną Macieja Maciejowskiego, z którym ma troje dzieci: Jana, Hannę i Krystynę.
W 2017 była nominowana do zdobycia statuetki Gwiazda Plejady w kategorii „Gwiazda stylu” podczas Wielkiej Gali Gwiazd Plejady.